# 国民革命军陆军新编第一军
國民革命軍新編第一軍，簡稱新一軍，曾有三支不同的部队。有“藍鷹部隊”、“天下第一軍”之稱。

## 北伐战争时期福建民军组成的新编第一军
1927年1月，国民革命军出师北伐到福建境内时，福建民军投靠北伐军，所属部队被国民革命军改编为新编第1军。谭曙卿任军长，赵次华任参谋长。下辖：
- 第1师，吕渭生任师长
- 第2师，郭凤鸣任师长
- 独立第1师，卢兴邦任师长
- 独立第1旅，高义任旅长
- 独立第1、第2、第3团，分别由叶定国、陈国辉、杨汉烈任团长。

该军编成后隶属北伐军东路军，留驻福建。1927年10月，蒋光鼎、蔡廷铠率第11军入闽，将该军解散。

## 第一次国共内战第二次组建
1932年，杨虎城部解决甘肃省“雷马事变”，把甘肃省地方军阀部队整编为新编第10旅、新编第11旅。
1933年11月，成立新编第一军：
- 军长邓宝珊
- 新编第10旅 旅长李贵清
- 新编第11旅 旅长刘宝堂

1934年5月，新10旅参加了对陕甘边苏区的第一次围剿。
1935年9月，新一军编入西北剿匪军第一路第四纵队，阻止红军长征。
抗战爆发后，1937年9月晋北会战期间，日军乘虚进占归绥、包头沿线，晋陕绥边空虚，邓宝珊升任第二十一军团长兼新一军军长，奉命率新一军、第165师由甘肃进驻榆林。邓宝珊带参谋长俞方皋、参谋赵一清和两名译电员，先行由兰州经西安飞榆林。所属的甘肃部队，按新11旅、第165师和新10旅的行军序列向陕北开拔。当新11旅到达安边、宁条梁，第165师师部到达西峰镇，其先头部队蒋云台旅到达定边、环县时，蒋介石突令第21军团在甘肃境内的部队停止前进，不久把驻定边的蒋云台旅撤回甘肃。后第八战区司令长官朱绍良、第十战区司令长官胡宗南分别把新10旅和第165师吞并。新10旅改编为暂编第15师。已开陕北的邓总部和新11旅，每月只给邓总部经费一万元，新十一旅经费一万四千元。
新编第11旅到陕北后，驻守三边，列入第22军编制。1940年5月8日，新一军番号撤销，邓总部改编为晉陝綏邊區總司令部。

## 抗戰时期第三次组建

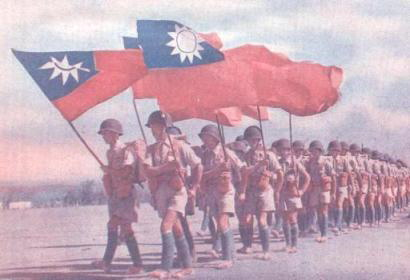

第3次啟用「新編第一軍」的番號是在1942年，而較為大眾所知的新一軍也是在形容此時的單位。原为財政部部長宋子文轄屬海關查稅緝私之税警总团，後來余部改编为国民革命军新编第三十八师，師長孙立人，在仁安羌擊敗日军第三十三师团解英軍之危（仁安羌之战）。
孙立人击退数倍于己的敌人，救出近十倍于己的友军，蒋中正颁发“四等云麾勋章”以表彰孙立人战绩。美国总统罗斯福亦授予他丰功勋章，英国国王乔治六世则授予他英帝国司令勋章。
英国在緬甸兵力過少，因此在仰光之戰後决定弃守缅甸，一路敗退撤往印度，新編第三十八师在這種狀況下只好獨立硬戰掩護盟军撤退。4月下旬，英军撤过曼德勒后，继续向西逃往印度。由于英军溃退，导致中国远征军陷入日军包围。中国远征军第一路军副司令官杜聿明決定执行蒋介石令他將遠征軍北上撤回云南的命令，將軍隊撤回雲南。
新編第三十八師師長孙立人则认为野人山属瘴疠之区，纵横千里，难以穿越，当机立断率新編第三十八师向西撤往印度。被軍統局認為是抗命。由于日军被杜聿明率领北上大部队所吸引，新編第三十八师在撤退途中较顺利打垮日军阻击。部队装备不但没有损失，还收容数以千计难民和英印聯盟落隊散兵。
而杜聿明所率的第五军與第六軍因遭到日军圍殲，加上穿越原始叢林時裝備與給養不足，因此突圍部隊有半数以上因病死或是缺乏醫藥而死亡葬送在野人山中。當中新編第二十二師因所在位置並未跟隨第五軍歸國，亦撤往印度。
5月底，孙立人率新編第三十八师到达印度边境。英驻印边防军要求中国军队解除武装以难民身份进入印度。孙立人拒绝解除武装。恰巧，为新編第三十八师在仁安羌解救过的英联军第一师师长正于当地医院疗伤，闻知孙立人部情况后，即前往调解。第二天，新編第三十八师开进印度，英军仪仗队列队奏乐，鸣炮十响以表欢迎，英雄式入城。该军虽然装备简陋，犹如乞丐，但气势高昂，令人敬佩不已。
在美國的XY計劃中，駐印軍稱為X部隊，由美籍顧問進行全面性的整訓。
1942年7月，史迪威向中国最高统帅部提交了收复缅甸的备忘录，并很快得到了批准。但中国方面提出，为了确保反攻缅甸战役的胜利，美国至少应派出一师以上的战斗部队到达印度与中国驻印军联合作战，并在中国战场投入五百架作战飞机，同时还应使空运的援华物资提高到每月五千吨的水平上。此外，中国还要求英国派出一支强大舰队进出中国海和爪哇海，取得制海权，并进攻安达曼群岛以掩护英国陆军在仰光登陆，与中国军队在缅甸北部的军事行动相呼应。稍后，中国方面进一步提出，中国愿增加一师兵力（新30师）空送至兰姆珈受训，并在云南边境集结十五至二十个师兵力，分由滇西和缅北夹击日军。英国以其大批海军参加北非战役为由，取消了派遣舰队控制孟加拉湾的承诺，韦维尔亦将计划投入反攻缅甸战役的英军七个师缩减为三个师。中国方面鉴于第一次入缅作战失利的教训，也不愿单方面出兵缅甸，规复缅甸之议搁浅。
1942年底至1943年初，苏联红军取得斯大林格勒会战的决定性胜利，英美盟军在北非登陆转入反攻。1943年1月14日，美国总统罗斯福与英相丘吉尔在摩洛哥卡萨布兰卡举行会议，商讨对日战略。美国海军欧内斯特•J•金等认为：“在欧洲战场，从地理位置和人力方面看，俄国处于最有利的地位来和德国周旋；在太平洋，中国对日本有类似的关系。我们的根本政策应为向俄国和中国的人力资源提供必要的武器，使他们能够作战。”美方坚持下，卡萨布兰卡会议制定了规复缅甸的代号为“安纳吉姆”的作战计划，决定于1943年11月中旬反攻缅甸。随后中、美、英三国在加尔各答开会商讨如何实施“安纳吉姆”作战计划，外交部长宋子文、军政部长何应钦等与会。美国罗斯福总统批准成立了以陈纳德为司令的美国第14航空队，逐渐扩大到拥有500架作战飞机。
1943年2月，拟定以撤入印度的新編第三十八師與新編第二十二師在印度兰伽组建新編第一軍。蒋介石调驻防荆江地域的第八军軍長鄭洞國出任新一军军长。副軍長孫立人。据鄭洞國在重庆面见蒋介石、何应钦，听老长官何应钦说：美国人狂妄自大，英国人又太滑头，所以同洋人打交道远不是件轻松的事情，杜聿明、罗卓英同他们都没有搞好关系，让郑洞国去后务要小心行事；新一军军长一职，最初曾属意于邱清泉，邱连幕僚都找好了，还请人教授外交礼仪和吃西餐的方法，但徐庭瑶、杜聿明两人认为邱氏脾气暴躁，恐与驻印军总指挥史迪威闹翻，影响美援，遂向何应钦建议由郑洞国担任，何向蒋先生请示，这个人选才最终定下来。
鄭洞國在重庆着手组建军部。舒适存已被免除刑役，任鄭洞國的参谋长。原在第八军的旧部赵霞等人，也一同跟了来。此外又就地招募了一些诸如英文秘书等工作人员。1943年3月底，经停昆明飞赴印度就职。临行前蒋介石特别指示，除新一军之新38师、新22师以外，驻印军总部的其他直属部队，如战车营、重炮团、工兵团等，虽不归郑洞国统属，亦要与他们加强联系，就便关照云云。郑洞国和舒适存飞抵加尔各答制装。郑洞国在加尔各答聘任焦实斋为新一军驻加尔各答办事处主任。4月中旬，郑洞国和舒适存等乘火车抵达兰姆珈营地，在火车站上受到新38师师长孙立人、新22师师长廖耀湘以及驻印军各直属部队部队长的迎接。 
1943年5月14日，美国总统罗斯福和英相丘吉尔在华盛顿举行“三叉戟”会议，商讨盟军于北非战役结束后的行动和反攻缅甸的问题。中缅印战区的韦维尔、史迪威、陈纳德等和中国外交部长宋子文与会。会议确定代号为“茶碟”的作战计划，规定盟军在缅甸北部采取小规模的军事行动，放弃了在1944年收复仰光的目标及打通滇缅公路的目标。
1943年5月第25补训处改编为新编第30师（辖三团），第25补充兵训练处中将处长胡素改任中将师长，1944年初新编第30师空运印度编入新1军序列。
1943年5月，中国驻印战车训练班正式成立(后改称战车编练处)。1943年10月，第一批学员抵达印度蘭伽训练基地开始为期3个月的训练。1944年1月，以这批受训学员为基础正式编成战车第1营，直属中国驻印军所辖“中美第一暂编战车群”。“中美第一暂编战车群”辖7个战车营，实编的只有3个，其余没有坦克装备，平时主要担任训练和后勤工作。
- 第1营上校营长徐恒/赵振宇/赵志华，有各式战车87辆。下辖3个战车连、1个补给连、1个本部连及1个卫生队（卫生所）。战车连配备17辆美制M3A3战车，每辆战车编制6人（2员为预备人员），全连共130多名官兵。1944年3月增编装炮连（75mm榴炮架装于M3A3战车底盘，辖两个战炮排、一个侦察组、两个前进观测组、一个通信组及一个保养组）。1943年12月23日，赵振宇率领全营离开蓝姆伽，24日到加尔各答接收美援装备。25日离开加尔各答，战车由铁路运输，其它人员、装备、汽车公路行军，1944年1月6日至雷多东方的杨果整顿，新装备的训练及车辆装备保养。1月15日离开杨果。1月17日通过野人山新辟道路到达南容。19日到达新平洋附近集结地区实施一个月的战地训练。2月22日在中美战车指挥组指挥下（指挥官是美军恩维尔·布朗上校，副指挥官为赵振宇营长）由新平洋前进至泰伯卡进入攻击准备位置。2月27日，战车第一营与新编第22师第66团第一营编成战步特遣队。3月1日战车第一营协同友军前进至孟关附近。第66团第一营的重兵器、弹药及各种给养，均由战车第一营拨出二十四辆卡车运输，三个步兵连则分别乘坐战车第一、二、三连的战车上向瓦鲁班前进。1944年3月3日在截断孟缓至瓦鲁班的交通线作战中，在丛林中先后击毙和碾死四散溃逃的日军100多人。3月8日战车营协同2个步兵营由昆年卡和宁连卡向瓦鲁班进攻，在瓦鲁班西北附近遭遇日军精锐部队第18师团，击毙第18师团司令部作战课长石川中佐、经理部长木村大佐、第56步兵连队队长山崎大佐等，缴获日军第18师团军旗及司令部关防1枚并虏获日军大批装备。3月9日，瓦鲁班被中国驻印军攻占。10日，战车第一营协同新22师第66团追击日军至瓦鲁班以南20多公里处的杰布山隘，至此战车营任务结束。此役总计击毙日军1500人，击伤日军3000人，史称瓦鲁班大捷。后在蒋纬国的提议下，为纪念瓦鲁班战役中阵亡战车第1营官兵，以3月3日为“装甲兵节”（“装甲兵纪念日”）。4月缅甸进入雨季，战车第一营则奉令返回印度萨地亚整训。1944年10月进入旱季后，战车第一营亦参加由密支那至腊戍之作战，攻克八莫、南坎、渡过瑞丽江于1945年1月27日扺畹町镇外的芒友与中国远征军会师）、贵街、新维、腊戍等地至1945年3月。
- 第2营上校营长谌志立/梁燕，接领战车装备，但未参战。
- 第3营上校营长沈文/吴文芝/廖家齐，1945年3月战训班结束时，该营接收战训班训练装备，但未参战。
- 第4营上校营长谭宝林（唐宝林），没有装备，后改为汽车营。
- 第5营上校营长王先沂/吴文芝，主要是人员训练，无固定装备。后改为汽车营
- 第6营 上校营长钟明达(锺民达)，主要是人员训练，无固定装备。后改为汽车营
- 战车第7营是干部师资训练营，营长鲍熏南上校。后改为汽车营

1943年8月为权衡意大利投降后全面击败德、日的作战方略，英、美两国首脑于8月19日在加拿大魁北克举行了“四分仪”高级会议。会议根据罗斯福的坚定主张，决定1944年在法国开辟第二战场，由此制定美英盟军在诺曼底登陆反攻的“霸王”战役计划；在东南亚中、美、英联合对日决战，收复缅甸，成立由蒙巴顿勋爵任统帅、史迪威任副统帅的东南亚战区司令部统一指挥、协调英、美、中三国军队在缅甸、锡兰、苏门答腊和马来亚等地区的作战行动。会议决定铺设一条由加尔各答经阿萨姆穿越缅北直通昆明的六英寸管径长约3,000余公里的输油管道；列多公路迅速延伸至芒友与滇缅公路衔接，使用B-29重轰炸机从中国基地起飞轰炸日本本土，派遣一支人数大约有3,000人的代号“加拉哈德”的美军精锐突击队到缅北与中国军队并肩作战。
1943年10月19日，蒋介石在重庆邀请蒙巴顿、史迪威、索默维尔（美空军补给司令）和何应钦、商震、刘斐、林蔚等开会商讨反攻缅甸的作战方略，确定驻印军将于1944年1月15日首先由列多发动攻击，目标是推进至北纬23度一线，以确保列多路的安全。会后史迪威主动将攻击日期提前，命令新38师于10月下旬由列多东进，一面掩护筑路，一面攻击前进，作战方针是：从列多前进基地出发，经野人山区进入胡康谷地及孟拱谷地，夺取缅北重镇孟拱、密支那等要点，然后经八莫，向曼德勒推进，将日军逐渐压迫至曼德勒附近地区包围歼灭之。 
1943年11月21日，罗斯福、丘吉尔和蒋介石举行“开罗会议”，英国提出代号为“锦标保持人”的作战计划：中国驻印军两个师由列多向缅北发动攻击（已在实施中），英军第15集团军4个师于1945年1月中旬“将在若开区向前推进以占领改善的防线，并将利用任何可以获得的成功”，同时英军第4集团军三个师“将向茂叻、明塔、锡当进军，尽可能向东南推进”，美国伞兵部队于1945年3月中旬袭占英都，配合中英军队作战。随后美、英、苏三国首脑召开德黑兰会议，丘吉尔以“苏俄已答应出兵对日作战，东南亚军事行动失去了意义，中国方面的贡献更无足轻重”为由，决定放弃缅甸作战计划。
1943年底，在印度完成整訓的新編第一軍在軍長鄭洞國率領下與英國及美國游擊部隊反攻緬北，並從日軍第18师团的防線正面突破，打敗日軍。
英国决定放弃在南缅的登陆计划以后，中国驻印军加强了在缅北的攻势，除已在前线作战之新38师外，新22师以及部分直属炮兵、战车部队陆续调往前线，投入攻击。 中美工兵部队于1944年3月，在美国供应处的惠来少将和阿鲁斯密准将指挥下，开始了修筑列多公路。筑路的有：工兵第10、第12团，美军工兵45、第330团外，还有美军第823、849两个航空工程营，第209、第1883、1905等三个战斗工兵营，另有部分英国人率领的印度、西藏、尼泊尔劳工，总计实际施工人员达七千余人
正当中国驻印军在缅北与日军酣战，并节节向前推进之际，1944年3月日军突然对驻在印度英帕尔平原的英军，发动了大规模进攻（英帕尔战役）。英帕尔战役紧急关头，曾有撤回新38师调到英帕尔协防英军之议，不久战局转危为安，此议遂罢。
1944年4月5日，为了加强印缅战场反攻力量，已经在滇越国境（今文山州）与印度支那日军对峙三年的五十四军第十四师和第五十师从云南省祥云县的云南驿空运至印度莱多的汀江机场转运孟关，于4月9日全部达到目的地。新编第30师也空运至印度。新30师是1943年5月在四川简阳成立的一支新部队，师长胡素（黄埔一期）。
为牵制驻缅日军，策应中国驻印军和在英帕尔的英军行动，滇西的中国远征军于1944年5月11日强渡怒江向日军第56师团发起进攻。 
1944年8月，在原新一军的基础上扩编为新一军和新六军。五十师与十四师分别编入两军。1944年8月孫立人接任新編第一軍軍長，隨後繼續進行緬北掃蕩作戰。
- 军长孙立人中将
- 副军长贾幼慧少将（1945年3月到位）
- 新三十师师长唐守治少将，副师长文小山少将，参谋长吴行中少将，
  - 第八十八团杨毅上校
  - 第八十九团曾琦上校
  - 第九十团项殿元上校
- 新三十八师师长李鸿少将，副师长陈鸣人少将，参谋长何钧衡少将，
  - 第一一二团梁砥柱上校
  - 第一一三团赵狄上校
  - 第一一四团王东篱上校
- 五十师师长潘裕昆少将，副师长杨温少将，参谋长段麓荪上校，政治部副主任杨任翔
  - 第一四八团王大中上校
  - 第一四九团罗锡畴上校
  - 第一五0团谭云生上校

民國卅四年（1945年）5月，孙立人率新編第一軍自缅甸腊戍空运广西南宁，准备進軍廣州湾。同月，应欧洲盟军最高司令艾森豪威尔之邀，孙立人赴欧考察欧洲战场，是中国唯一被邀请的高级军官。新一军向雷州半岛出发，准备与那里的日军交战，结果走到广西贵县，突然听说日本投降了。9月7日，新編第一軍奉命进入广州，接受日军第二十三军投降，并要求日俘建造新編第一軍印缅抗日阵亡将士公墓。嗣后，新編第一軍进行休整和扩充，成为国军五大主力之一，号称“蓝鹰部队”、“天下第一军”。
第50师缅甸作战，计伤亡官兵2,530人，敌伤亡12,000余，生俘敌63名，各种炮34门，机枪85挺，三八式步枪1,500余支，卡车120辆，坦克7辆，仓库28间，其它战利品无数。

## 抗戰後
1946年初，国共双方在重庆召开政协会议，如果国共谈判成功，新一军会被派到日本当占领军。
第二次国共内战正式爆发前夕，1946年3月下旬，新編第一軍从香港九龙乘美国海军登陆舰在秦皇岛登陆，转乘火车到达锦州一带，又辗转到沈阳。同时孙立人被派往美国参加联合国军事参谋团会议，由于东北战事受阻，蒋介石急电孙立人返国指挥新編第一軍。此时新一军共35,522人，其新30师唐守治驻盘山，第50师潘裕昆驻平罗堡，新38师李鸿驻秦皇岛。
1946年4月，新編第一軍在孙立人指挥下，向四平进攻。4月7日，新38师在兴隆泉、柳条沟一线遭东北民主联军第3师第8旅、第10旅、独立旅和东北民主联军第1师伏击，损失了800余人。同日，第50师进攻朝阳堡时也遭到了东北民主联军第3师第7旅第19团猛烈反击，一天之内伤亡了400余人。孙立人将新一军与第七十一军紧密靠拢、重叠排列，交替掩护前进，同时加强了战术侦察和空军、炮兵火力支援。至4月17日攻到四平近郊。4月18日，新一军在大批飞机、坦克和重炮群的掩护下展开全部兵力，向四平西南和南郊的海方屯、泊罗林子、南北鸭泡湖、三道林子等民主联军的阵地，发动了猛烈进攻。4月24日，新38师加强了炮兵火力，一天之内落下大口径炮弹3000余发。东北民主联军第三师第7旅特务营1个连在炮火下伤亡了一大半，7旅第21团和第7师第20旅59团反击击溃了新38师1个整营的进攻。7旅特务营1连2排在三道林子北山左翼阵地打退了新38师的9次进攻，全排只剩下3个人。5月15日，杜聿明把新六军和第五十二军196师投入四平战场发起右勾拳进攻。5月18日夜，林彪主动放弃四平。结束杜聿明五个月来与东北民主联军林彪对峙僵局。林彪执行毛泽东“让开大路，占领两厢”的命令，退到公主岭。新一军在四平街鏖战近2个月，减员6000余人，但孙立人率部一路追击，亲率第50师强渡辽河，攻击公主岭，林彪又北撤，五日内攻陷长春，随后取回农安、德惠等战略要地，进展顺利。但在救援海城问题上，孙立人与长官杜聿明发生矛盾，孙立人没有听从杜聿明的命令。

6月4日，孙立人亲率第五十师渡过松花江，隔日攻取了陶赖昭堡，此时距哈尔滨仅60公里，位在哈尔滨的中共党政军组织均已做好撤退准备。在孙立人即将攻进哈尔滨之时，中原战场在马歇尔以美国「援华５亿贷款」为要挟调停下，国军被迫退兵。
张正隆《雪白血红》一书中写道：“从当年的林彪到今天的老人，都说国民党没向江北推进是失算。否则，中国共产党日子将更难过。”而何应钦在给杜聿明的电文则指国军放弃北进原因实为兵力不足。因巩固占领地需要大量兵力，东北国军此刻能机动的只有五个师，如越过松花江向北进攻，不易保障侧后安全。事实上，杜聿明的确派遣了部分兵力过江向北试探性进攻，但国军孙立人部甫一过江，南满民主联军（肖劲光部3、4纵）立即出动，连续攻陷鞍山、海城、大石桥，驻防海城的国军184师潘朔端部被迫“起义”，国军不得不从北线撤回6个师救援南满，自此，国军过江计划彻底搁置。

新一军驻防长春、吉林情况：
- 中将军长 孙立人
- 少将副军长 贾幼慧（陕西韩城 美国史丹佛炮兵专校）
- 少将副军长 杨彬（浙江诸暨 黄埔二期）
- 少将参谋长 史说（浙江富阳 黄埔六期交通科）
  - 上校副参谋长 张炳言（辽宁台安 东北讲武堂十期）
  - 上校高参 龚至黄(安徽合肥 黄埔军校武汉分校七期)
  - 军务处上校处长 夏彦儒(四川江津 美国普渡大学)
  - 副官处上校处长 李秾(湖南湘阴 税警总团干部教导队)
  - 军需处一等正处长 张明信(山西介休 军需学校特训班)
  - 军医处二等正处长 项光庭(河北北平 河北医学院)
  - 军法处军简三阶处长 彭炼(湖南新化 第三军随营学校)
  - 人事课中校课长 钟自淦 (江西萍乡 税警总团军官队)
  - 电务组军一阶组长 韦仲凤 (四川南川 重庆市中)
- 特务营中校营长 胡道生 (江西萍乡 步兵学校军官班六期)
- 搜索营上校营长 谭展超 (广东新会 意大利步炮骑山地兵专校)
- 重炮营少校营长 田世藩 (安徽阜阳 税警总团学员队一期)
- 迫炮营中校营长 田荫槐 (贵州郎岱 黄埔十二期特科)
- 工兵营少校营长 赖忠 (四川仁寿 黄埔十四期工兵科)
- 通讯营中校营长 徐元中 (浙江浦江 通信兵学校五期)
- 汽车营少校营长 朱奇煌 (江苏金山)
- 骡马营中校营长 任荣昌 (河南遂平 炮兵学校学员队八期)
- 兵工连上尉连长 张汉文 (河南信阳 防空学校军训队四期)
- 野战医院二等正院长 王毅 (山东德州 军医学校)
- 兽医所三等正主任 赵绍民 (河北安新 兽医学校)
- 军乐队一等佐队长 李浦升 (湖南长沙 北京军乐传习所)
- 新编第30师：师部驻长春。
  - 师长唐守治（湖南零陵 黄埔五期工科）
  - 少将副师长 文小山 (湖南沅江 黄埔六期步科)
  - 上校副师长 杨毅 (广东惠阳 黄埔五期步科)
  - 上校参谋长 唐泊三 湖南常宁 黄埔六期工科
    - 军荐二阶秘书 杨伯惠 江苏灌云 税警总团教练所
    - 上校副官主任 卢枬 安徽庐江 黄埔军校洛阳分校军官训练班二期
    - 军需处一等正军需主任 王筠 湖南邵阳 湖南讲武堂
    - 军械处中校军械主任 张泰煜 广东文昌 黄埔军校洛阳分校军官训练班三期
    - 军医处二等正军医主任 陈鲁 浙江诸暨 安徽军医讲习所
    - 军法处军荐二阶军法主任 刘自得 江西吉安 江西豫章法专
    - 炮兵指挥组上校指挥官 唐永康 (湖南资兴 黄埔六期炮科)

  - 88团：驻长春 团长胡英杰(湖南湘乡 中央军校高等教育班八期)
  - 89团：团长曾琦(曾琪)(湖南衡阳 中央军校高等教育班八期)。在上河湾、沐石河、朝阳屯、岔路口和城子街各要点视情况流动防御。[3]1947年2月21日在“二下江南”作战中被东北民主联军六纵在九台县的城子街全歼。
  - 90团：驻九台县城。团长项殿元(浙江浦江 黄埔七期步科)。1947年2月21日在“二下江南”作战中面临东北民主联军一纵进逼九台县城时被迫弃城收缩回长春。5月17日上午11时，东野二纵全部歼灭据守旧怀德城之新一军新30师第90团及东北保安第五区第17团的两个整团，生俘第90团团长项殿元，共歼敌5000余人。
- 新编第38师：师部驻吉林市。1947年8月调防长春市。
  - 师长史说/李鸿（湖南湘阴 黄埔五期步科）/陈鸣人
  - 副师长 邓世富 广东梅县 黄埔二期步科
  - 副师长陈鸣人 江苏金山 中央军校陆军教导队
  - 参谋长龙国钧 湖南长沙 黄埔六期交通科
    - 参谋处上校参谋主任 辛钟珂 山东潍县 黄埔十期
    - 军需处一等正主任 罗泽润 贵州毕节 军需学校需训班二期
    - 军械处中校主任 廖璜 湖南衡山 第八军军官训练班
    - 军医处二等正主任 张涤生 江苏无锡 中央大学医学院
    - 军法处军荐一阶主任 许莹 安徽庐江 上海大夏大学
    - 炮兵指挥组上校指挥官 史玉骧 河北清河 炮兵学校三期

  - 第112团：驻吉林市乌拉街。团长张洁之（四川彭山 黄埔六期工科）、副团长刘益福，第一营营长陈新功，第二营营长袁启俊，第三营营长陆心仁。1947年5月10日奉命全团自吉林市开拔往老爷岭设营，5月18日奉命回吉林市，5月19日电令暂守原阵地待命出击。5月20日回撤吉林市途中遭伏击被全歼，击毙团长张洁之（国方称系负伤开枪自裁，追赠陆军少将）、营长范增寿。1947年7月新华社的通讯、东北书店《怨悔 觉醒 控诉》一书公布了缴获的张洁之1947年上半年的日记。
  - 第113团，驻九台县城。团长王东篱、副团长曾长云(湖南湘乡 中训团)，第一营营长蒋又新，第二营营长孙蔚民，第三营营长刘子高。其第1营及辎重连、工兵排驻其塔木。1947年1月6日，“一下江南”，民主联军一纵3师经过彻夜急行军，突袭驻守其塔木的第113团1营，经过3天苦战，歼灭该营，毙伤俘550余人。1947年1月8日第113团2个加强营，被东北民主联军一纵在九台县的张麻子沟伏击，激战3个小时全军覆没，第113团团长王东篱阵亡。
  - 第114团，驻。团长彭克立(湖南长沙第六分校军官班五期)、副团长李性常，第一营营长彭克己，第二营营长李卓，第三营营长胡道生。
- 第50师：师部驻德惠县城，与北满的东北民主联军隔松花江对峙的第一线。师直属部队的炮兵团、通讯营、骑兵营（即搜索营）、重机枪营、工兵营、特务连、谍报队均驻德惠县城。师野战医院设于长春市区。另德惠县地方保安部队2000人。
  - 师长潘裕昆(湖南浏阳 黄埔四期步科)/杨温
  - 副师长杨温(广东惠阳 广州军分校)
  - 副师长谢树辉(四川简阳 黄埔六期步科)
  - 参谋长罗锡畴/文锷(湖南长沙 黄埔八期步科)。
    - 上校参谋主任 杨率 四川蓬安 黄埔十期步科
    - 副官处中校主任 蒋在三 湖南醴陵 五十四军军官队
    - 军需处一等正主任 娄晓阳 湖南浏阳 军需学校三期
    - 军械处中校主任 杨正甫 湖南湘阴 步兵学校重兵器班五期
    - 军医处二等正主任 张友卿 河北 军医学校
    - 军法处少校军法官 戴建鸣 湖南城步 军校

  - 第148团：驻农安县，1947年2月初收缩回德惠县城。团长曾德辉(四川永川 黄埔十期步科)/杨率/王大中/谭云生
  - 第149团：驻德惠县城北达家沟，其中以一个连驻松花江站，一个排驻江北桥头堡，这就是后来著名的陶赖昭桥头堡；另以一个营驻县城东部大房身。1947年2月退守德惠，战斗后149团被命名为“中正团”，郑明发连孤守松花江桥头堡，赐名“中正连”。团长罗锡畴/胡熀（浙江兰溪 陆军教导队）/张永龄。副团长张永龄。
  - 第150团：驻德惠县城。团长黄春诚/谭云生(湖南湘阴 黄埔军校洛阳分校三期)/谷剑霞，副团长周云炽。1947年1月8日在“一下江南”作战中团部带第1、第3等两个营被东北民主联军六纵在九台县上河湾镇的焦家岭全歼，团长谭荣生（谭云生）被俘，副团长周云炽重伤。1947年2月围攻德惠县城，山东屯是德惠最南端一个突出部，第2营即守在此处。1947年10月15日至16日，第150团配属师山炮营、骑兵连，从八面城返回四平途中，在四平以西约20千米的季家堡与民主联军二纵第4师遭遇，全军覆没，共损失2632人，第150团团长王耀云被俘。这次战斗，二纵四师四面围攻季家堡该敌，第五师在平安堡展开抗击从四平出援的新一军的4个团。 潘裕昆有意让被释放回来的谭云生担任一五零团团长，但谭云生却以生病为由，推辞了团长一职。潘裕昆只能任命谷剑霞为一五零团团长，副团长则由袁枚华、尤广才担任。

1947年，孙立人陆续瓦解林彪五度下松花江的攻势，德惠之役后，新一军扼守松花江南岸的一个连及坚守德惠的五十师一四九团，获蒋介石赐名“中正连”、“中正团”。此时，林彪部队流传“只要不打新一军，不怕中央百万兵”。东北民主联军一纵一师政治委员梁必业在1947年初写的《政治工作主要经验》中提到：：

我们抓紧了从农安战役到其塔木战役之间十八天的时间，自下而上的总结了农安战役四十天战斗行动转移的军事、政治、及供卫工作。表扬了范例，检讨了缺点，规定了今后工作办法。以此给了干部及战士深刻的教育，普遍学习了总政治部发的运动战教材，并将战役行动的实际检讨相结合，较好的体会了运动战的特点，运用新年佳节，宣传各解放区我军的胜利，回忆我师一年来的光辉战绩，特别宣扬了一年来从硬拼中取得胜利的战斗实例，宣传了六纵战斗英雄提出“吃菜要吃白菜心，打仗专打新一军”的生动口号，启发部队去打硬拼，歼灭新一军主力的战斗情绪，有的同志说：“打新三十八师死了也甘心”，二团二连战士提出“爬高山，砍大树”，三营战士提出“砍倒大树枝不断！”有的同志提出：“吃饭要吃大米饭，打仗要打歼灭战”，部队战斗情绪就逐渐发展，政治部组织了……”

但随后，杜聿明屡次发电向蒋介石批评孙立人，加上美国参、众两院提出的《美国军事援华法案》受到毛泽东等强烈反对而作罢，1947年4月蒋介石将他升为东北保安司令部副司令长官虚职，暂时解除兵权，其新編第一軍军长之职与林彪同为黄埔四期同学的陈诚土木系第五十四军出身的年仅39岁的第50师师长潘裕昆接任。
1947年7月，蒋介石将孙立人调离东北，出任陆军副总司令兼陆军训练司令官，在南京成立陆军训练司令部，负责全国国防新军训练的重任。副军长贾幼慧、新30师师长唐守治皆追随孙立人离开了新一军。此消息一传到哈尔滨后，正在转战游击于重点进攻陕北的胡宗南大军夹缝中的毛泽东开庆祝会道：“我们唯一的敌人被杜聿明赶走了，东北将是我们的天下了。” 李鸿认为只有自己的新38师才是新一军的正统；潘裕昆指挥不动李鸿。孙立人离开东北时，东北局势虽已被动但尚未恶化至不可为地步，是国军在东北唯一全身而退的主要将领（以及杜聿明）。
从1947年1月至10月，东北民主联军歼灭新一军6个步兵团：新38师第112、第113团；新30师第89、第90团；第50师第150团（两次被歼）。以上不含在德惠县城被歼的暂编第53师第18团。
陈诚赴东北，1947年11月7日拆散新編第一軍组成新編第一軍、新編第七军。此次新38师自立门户，潘裕昆表示欢欣鼓舞，李鸿要人给人，要枪给枪，大家好离好散。并把新編第一军原有主要武器移交其他黄埔系将领。并且将原本已编入地方保安，接受日本精良训练的原满军组成的保安区升级为正规部队暂编师，用黄埔系军官替换伪满军官。使许多满军因顿时失去生活来源而纷纷加入共产党军队，大大增加了共产党在东北的实力。
1947年11月，把在长春市的新1军和归新1军指挥的三个暂编师扩为两个军：以第50师、新30师、暂53师和新1军直属部队编为新一军。新38师、暂56师、暂61师编为新七军。直到1948年10月新一军全部覆灭，由东北第5保安区及所属4个保安团改编的暂编53师没有跟着新一军打过一天仗。编53师师长许赓扬，副师长徐继章和谢树辉，第1团团长韦人侣，第2团团长李培根。
1947年底新一军由长春调沈阳。
新六军、新一軍在1948年辽沈战役的辽西会战中被包围溃灭，廖耀湘兵团的5个军的军长，只有新一军军长潘裕昆和新三军军长龙天武逃出。文小山副军长、第50师杨温师长、第148团上校团长谭云生、第149团张永龄团长、第150团团长谷剑霞等被俘。
1948年10月30日，蒋中正发给东北剿总的最后一份电报，指明8位国民党军政要员乘指定专机离开沈阳市，包括剿总总司令卫立煌、剿总参谋长赵家骧、辽宁省政府主席王铁汉、新三军军长龙天武、新一军军长潘裕昆、剿总政务委员会副主任高惜冰、安东省府主席董彦平、沈阳市长董文琦等，从东塔机场飞往锦西与杜聿明见面后，转飞北平。暂53师原驻守辽中地区的辽河东岸，1948年10月26日北卫立煌掉回到沈阳东北郊区包括浑河北岸的东塔机场、东山嘴子、山梨红屯至毛君屯沈长铁路以东地区。1948年10月30日晚8时暂编53师起义，副师长谢树辉跟随起义；10月31日林彪罗荣恒两次来电批评辽北军区先斩后奏，认为暂53师是在大兵压境下迫于形势，不能算起义，应按“反正”（投诚）对待；11月1日暂编53师集结到沈阳郊区毛君屯附近被改编为“东北人民解放军第53师”。11月7日，林罗刘致电军委：“现53师整个建制仍未动，开至开原整训，目前似乎只有承认该部起义的办法。”军委复电同意。1949年4月“东北人民解放军第53师”被解散。

### 培訓新兵與在台重建整編

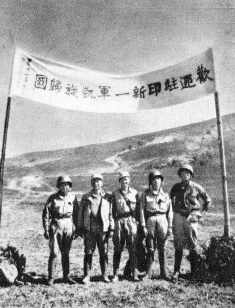
歡迎從印度歸來的新一軍口號

1947年7月，蔣介石將孫立人調離東北，出任陸軍副總司令兼陸軍訓練司令官，在南京成立陸軍訓練司令部，負責全國國防新軍訓練的重任。後轉往臺灣。孫立人從新一軍調度幾百名他在稅警總團和在緬甸作戰時期的幹部，一同前往訓練新兵。在台新培訓了陸軍第八十軍，管轄第二〇一師、二〇六師、三四〇師，後編為台灣南部防衛軍團。1950年由陸軍總司令部及第八十軍選派幹部編成台灣南部防守區司令部，司令部初設鳳山。1954年5月1日，於高雄鳳山與中部防守區司令部，合併編成陸軍第二野戰軍團司令部，隸屬陸軍總司令部。1972年遷台中縣新社鄉。1976年1月改番號為第五軍團司令部，同年8月16日，變更番號為第十軍團司令部。2006年因國防組織調整，更銜為陸軍第十軍團指揮部迄今。

### 部份官兵又轉回稅警
保安警察第三總隊前身為鹽務警察總隊，大清帝國戶部鹽稅水師巡營，對日抗戰以前為財政部稅警總團。
1937年，抗日軍與稅警參加「八一三」上海保衛戰，而後參加剿匪與對日抗戰，規模較大者列後：
- 兩淮：（江蘇）上海戰役、連雲港戰役、宿遷之役、新安鎮之役等。
- 山東：突擊日軍占據煙台市威海衛豹虎山之役等。

遠征緬甸：1941年，稅警總團因作戰需要改編為暫編三十八師、青年軍新編第一軍，隨遠征軍入緬抗日，與英軍並肩作戰。滇緬戰役勝利後，部份官兵轉回財政部稅務緝私署。
1941年7月，財政部將部份緝私署官兵 移撥改編為場警，歸鹽務機關管轄指揮，專責緝私、保產、護稅、警衛等，於同年10月16日鹽務總局成立場警管理處，迄1945年緝私署裁撤，場警更名「鹽警」。
1950年1月，臺灣鹽務管理局暫行劃歸臺灣省政府管轄。同年7月1日，臺灣省警察統一指揮，成立「臺灣省鹽務稅警總隊」，分駐鹽場。1957年，改稱「臺灣省鹽務警察總隊」，於民國1972年7月18日奉令支援海關兼負稅警緝私勤務。
改制保三總隊，專任財政部機關警衛及協助海關勤務，1976年9月17日，蔣經國擔任行政院長任內，在立法院宣布1977年7月起停徵鹽稅，以減少私鹽查緝人員，移充加強海關緝私工作，為了因應這項新任務，即協調有關機關研擬各措施，並奉令於1982年9月16日將鹽場勤務及駐鹽場一個中隊員警移撥保二總隊接管，本總隊專負財政部稅警及海關警衛，並協助查緝走私之責。
政府解嚴，1987年7月15日零時起，政府宣布解嚴，本總隊奉令接掌口進貨櫃安全檢查工作，肩承海關緝私及各港口貨櫃安全檢查任重責。
總隊改隸，精省後，1990年1月1日層奉行政院核准依「內政部警政署保安警察組織通則」規定，改隸內政部警政署為「內政部警政署保安警察第三總隊」。

## 紀念
1945年抗戰勝利後，新一軍在廣州市沙河白雲山馬頭崗南面整幅向陽坡地，購買土地興建「新一軍印緬陣亡將士公墓」。
1947年9月6日，公墓舉行落成暨公祭典禮。1949年後劃歸中國人民解放軍後屢受破壞，核心建築四柱紀念塔甚至被軍區改建為五層樓高的公廁。1993年方獲廣州市人民政府列為市級文物保護單位。